# Vladimír Hönig
Vladimír Hönig (* 5. října 1982) je český vědec a bývalý politik. Působí na Vysoké škole ekonomické v Praze a na České zemědělské univerzitě v Praze.
Vystudoval Technickou fakultu ČZU v Praze, kde v roce 2006 získal titul Ing., v roce 2009 absolvoval doktorské studium téže fakulty a získal titul Ph.D. v oboru marketing strojů a technických systémů. Dále také absolvoval Fakultu podnikohospodářskou VŠE v Praze a získal titul Ph.D. v oboru podniková ekonomika a management. Je členem předních vědeckých společností mj. i Royal Society of Chemistry a American Chemical Society. V roce 2017 se stal docentem a působí i v rámci Centra ekonomiky regulovaných odvětví VŠE v Praze. Jeho vědecká činnost je zaměřena na energetické suroviny, modelování business procesů, strategické řízení a vědy v oblasti environmentu.
V letech 2005 až 2009 byl členem České strany sociálně demokratické. Byl jedním ze zakládajících členů Strany práv občanů ZEMANOVCI (SPOZ), ve které byl v roce 2010 zvolen předsedou Krajského výboru Praha a místopředsedou strany.
Po rezignaci Miloše Zemana na post předsedy po volbách do PS PČR v květnu 2010 bylo vedení strany v rukou dvou místopředsedů Vladimíra Höniga a Radka Augustina až do volebního sjezdu téhož roku, po kterém Hönig zůstal již řadovým členem. Na krajské konferenci v roce 2013 získal nejvíce nominací jako kandidát pro volby do PS PČR, avšak voleb se již nezúčastnil a z politiky odešel. Podle Mladé fronty DNES byl jeho odchod "konec nadějí Zemanovců".
Od roku 2017 působí mj. v odborných sekcích Rady kvality ČR. Přednáší také na zahraničních univerzitách, mluví plynně anglicky a německy.